# الکساندر آندریویچ الکساندروف

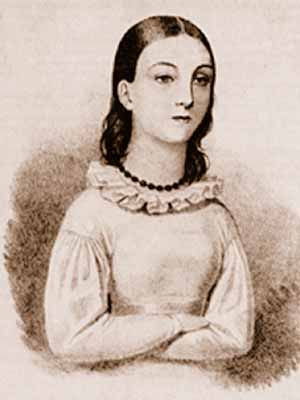
تصویری از الکساندروف در سن ۱۴ سالگی از یک هنرمند ناشناس

الکساندر آندریویچ الکساندروف (انگلیسی: Alexander Andreevich Alexandrov؛ ‏ ۱۷ سپتامبر ۱۷۸۳ – ۲۱ مارس ۱۸۶۶) با نامِ اصلیِ نادژدا آندرییونا دورووا نویسنده و پرسنل نظامی اهل امپراتوری روسیه بود. او یک سرباز سواره‌نظام روسی و مؤلف بود که در جنگ‌های ناپلئونی شرکت کرد. آلکساندروف هنگام تولد، جنسیت انتسابی مؤنث داشت، اما تمام دوران بزرگسالی خود را با جنسیت مرد زندگی کرد.
الکساندروف در سن بیست و سه سالگی از خانه شوهرش فرار کرد و در یک هنگ اولان (سواره‌نظام سبک) ثبت‌نام کرد و همچون یک سرباز مرد لباس پوشید و نام الکساندر سوکولوف را برگزید. او از سال ۱۸۰۶ تا ۱۸۱۶ خدمت کرد و صلیب سنت جورج را به دلیل شجاعت دریافت کرد. پس از خدمت خود، او یک خاطره‌نویسی منتشر کرد که در ابتدا با عنوان یادداشت‌های آلکساندروف منتشر شد، که یکی از نخستین خودزندگینامه‌ها به زبان روسی بود. ناشران عنوان این کتاب را علیرغم خشم شدید او به نام تولدش «یادداشت‌های ن.آ. دورووا» تغییر دادند و در نهایت آن را با نام خدمتکار سواره‌نظام منتشر کردند.
مورخان به‌طور سنتی او را به عنوان یک زن نظامی که لباس مردانه می‌پوشید می‌شناختند، در حالی که چندین پژوهشگر معاصر او را یک مرد ترنس قلمداد نموده‌اند.

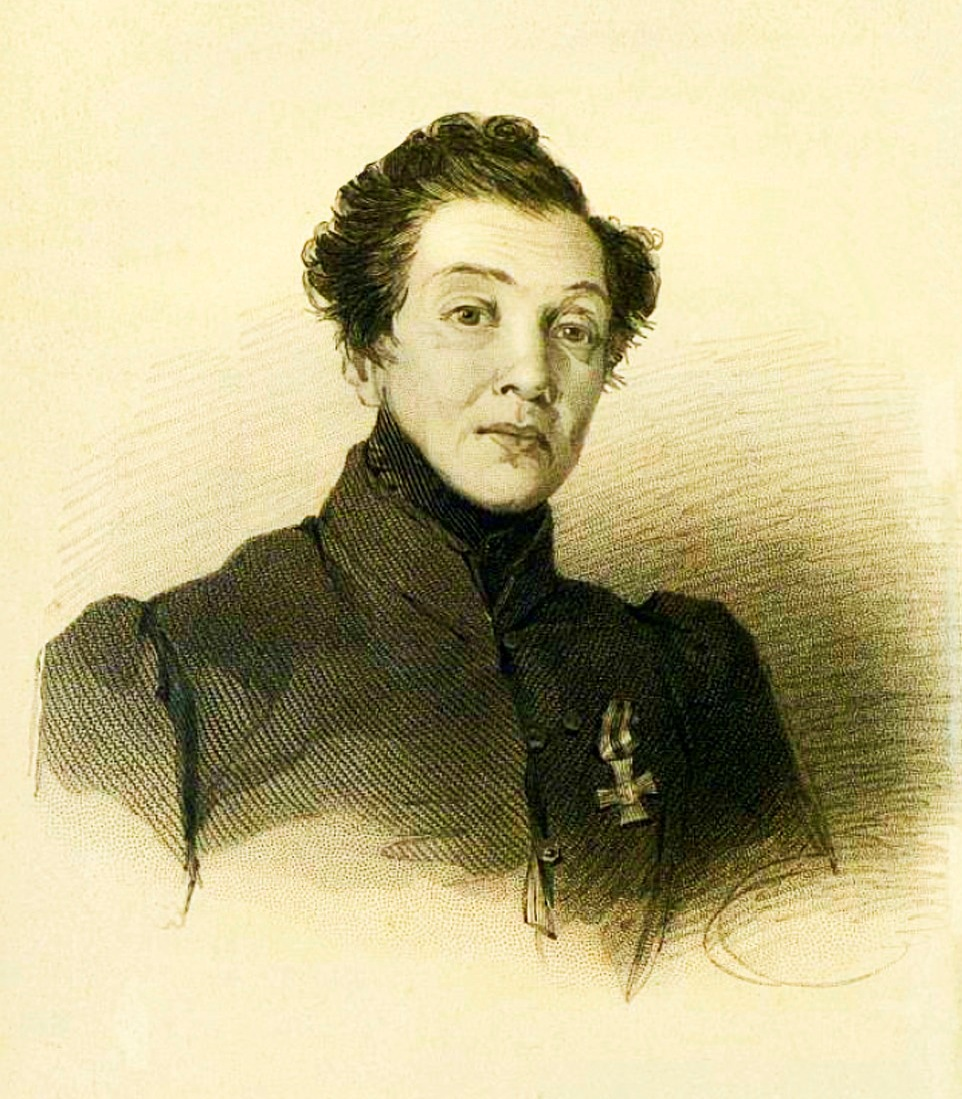
تصویری از الکساندروف در سال ۱۹۳۹ اثر الکساندر برولوف

## اوایل زندگی
الکساندر آندریویچ آلکساندروف (با نام نادژدا آندریونا دورووا) در تاریخ ۱۷ سپتامبر ۱۷۸۳ میلادی در خانواده یک سرهنگ روسی به دنیا آمد. برخی منابع محل تولد او را استان ویاتکا در امپراتوری روسیه معرفی می‌کنند در حالی که منابع دیگری می‌گویند او در یک کمپ نظامی در شهر کی‌یف یا در خرسون به دنیا آمده است. مادرش از خانواده‌ای ثروتمند از زمین‌داران پولتاوا بود و با شوهرش برخلاف میل پدر خود ازدواج کرده بود. مادرش «شور و اشتیاق زیادی برای داشتن پسر داشت» و از اینکه به نظر می‌رسید دختری به دنیا آورده است، ناراحت شد. او حادثه‌ای را توصیف می‌کند که در آن مادرش — عصبانی از گریه‌های ممتد شبانهٔ نوزادش — او را از پنجره یک کالسکه در حال حرکت بیرون انداخت، که نزدیک بود او را به کشتن بدهد. پس از آن، پدرش او را در مراقبت سربازانش قرار داد. به عنوان یک کودک، دورووا اصول استاندارد قدم‌رو و رژه نظامی را یادگرفت و اسباب‌بازی مورد علاقه‌اش یک تفنگ بی‌فشنگ بود.
پس از بازنشستگی پدرش از خدمت، او همچنان با شمشیرهای شکسته بازی می‌کرد و خانواده‌اش را با این واقعیت ترساند که به‌طور پنهانی یک اسب وحشی را که آنها آن را غیرقابل رام شدن می‌دانستند، رام کرده بود.
در سال ۱۸۰۱، او با یک قاضی از ساراپول به نام واسیل استفانوویچ چرنوف ازدواج کرد، مردی که هفت سال از او بزرگتر بود. او در تاریخ ۴ ژانویه ۱۸۰۳ پسر چرنوف را به دنیا آورد. در ۱۷ سپتامبر ۱۸۰۶، الکساندروف لباس کازاکی پوشید و خانه را ترک کرد و در هنگ اولان لهستان ثبت‌نام کرد و خود را به عنوان یک مرد اشراف‌زاده به نام الکساندر سوکولوف معرفی کرد.

## خدمت نظامی و زندگی بعدی
به نام مردانهٔ «الکساندر سوکولوف»، او در درگیری‌های مهم روسیه در جنگ ائتلاف چهارم پروس در سال‌های ۱۸۰۶–۱۸۰۷ شرکت کرد. در دو نبرد از این جنگ‌ها، او جان دو سرباز روسی هم‌رزم خود را نجات داد. اولین نفر یک سرباز بود که در نبرد از اسبش افتاد و دچار ضربه مغزی شد. آلکساندروف در حالی که زیر آتش شدید بود، کمک‌های اولیه را ارائه داد و او را به مکانی امن برد در حالی که ارتش در حال عقب‌نشینی بود. نفر دوم یک افسر بود که از اسب افتاده بود اما آسیب ندیده بود. سه دراگون فرانسوی به سمت او نزدیک می‌شدند. الکساندروف نیز با نیزه خود حمله کرد و نیروهای دشمن را متفرق ساخت. سپس برخلاف مقررات، اجازه داد تا افسر از اسب خودش برای تسریع در عقب‌نشینی استفاده کند که این کار خودِ الکساندروف را بیشتر در معرض حمله قرار داد.
در طول این جنگ، او به خانواده‌اش نوشت و توضیح داد که چرا ناپدید شده است. آنها با استفاده از ارتباطات خود تلاش کردند تا او را پیدا کنند. شایعاتی مبنی بر وجود یک جنگجوی آمازونی در ارتش به گوش تزار الکساندر یکم، امپراتور روسیه رسید که شخصاً به این موضوع علاقه‌مند شد و او را به کاخش در سنت پترزبورگ احضار کرد. در آنجا او صلیب سنت جورج را دریافت کرد و به درجه ستوان در هنگ هوسار ماریوپول منصوب شد. تزار همچنین نام خانوادگی «الکساندروف» را به او اعطا کرد.
در دوره‌ای که از افسران روسی انتظار می‌رفت که سبیل بگذارند، ظاهر جوان آلکساندروف شانس‌های او را برای ارتقاء درجه کاهش می‌داد. او برای دوری جستن از دختر سرهنگ که عاشق او شده بود، از هنگ هوسارها به هنگ اولان لیتوانی منتقل شد. او دوباره در خلال حمله ناپلئون به روسیه در سال ۱۸۱۲ به میدان جنگ رفت و او در نبرد اسمولنسک جنگید. در نبرد بورودینو یک گلوله توپ او را از ناحیهٔ پا مجروح کرد، اما او به خدمت خود برای چند روز دیگر ادامه داد تا اینکه دستور داده شد تا برای بهبودی به پشت خط مقدم بازگردد. او در سال ۱۸۱۶ از ارتش بازنشسته شد و با درجه «استابس-روتمیستر» (معادل درجه ناوسروان) از خدمت نظامی مرخض شد.

## آثار
بیست سال بعد، الکساندروف با نویسنده و شاعر نامدار روسی الکساندر سرگئیویچ پوشکین ملاقات کرد. هنگامی که پوشکین متوجه شد که الکساندروف یک دفترچه خاطرات از خدمت نظامی‌اش نگه داشته است، او را تشویق کرد تا آن را به عنوان یک یادداشت خاطرات منتشر کند. الکساندروف اطلاعات بیشتری در مورد دوران کودکی خود افزود، سن خود را به میزان هفت سال تغییر داد و هرگونه اشاره به ازدواج خود را حذف کرد. او می‌خواست آن را به عنوان یادداشت‌های الکساندروف منتشر کند، اما پوشکین بدون اجازه او، عنوان را به یادداشت‌های ن.آ. دورووا در سال ۱۸۳۶ تغییر داد. الکساندروف که از این موضوع برآشفته شده بود نوشت: «نامی که شما در مقدمه مرا خطاب قرار دادید، آقای عزیز الکساندر سرگئیویچ، مرا آزار می‌دهد! آیا برای اندوه من درمانی وجود ندارد؟ شما مرا با آن نام صدا کردید که باعث رعشهٔ من می‌شود و به زودی ۲۰٬۰۰۰ نفر آن را خواهند خواند و مرا با همان نام خطاب خواهند کرد!» وقتی کتاب منتشر شد، ویراستار و ناشر ایوان بوتوفسکی آن را به نام خدمتکار سواره‌نظام تغییر داد.
دورووا همچنین پنج رمان دیگر نیز نوشت.

## سال‌های پایانی زندگی
دورووا تا آخر عمر به پوشیدن لباس مردانه ادامه داد، به استفاده از نام مردانه خود ادامه داد و با استفاده از گرامر (دستور زبان) مردانه صحبت کرد.
او در ۲۱ مارس ۱۸۶۶ در یلابوگا درگذشت و با افتخارات کامل نظامی به خاک سپرده شد. پسر او، ایوان دوروف، ۱۰ سال پیش از او، در سال ۱۸۵۶ درگذشته بود.

## میراث
«یادداشت‌ها» یکی از معدود روایت‌های طولانی‌مدت جنگ‌های ناپلئونی است که وقایع را از دیدگاه یک افسر جوان توصیف می‌کند و یکی از اولین آثار خودزندگی‌نامه‌ای در ادبیات روسی است.
الکساندروف به یک شخصیت مورد توجه فرهنگی در اروپای شرقی تبدیل شد، اما تا ترجمه انگلیسی دختر سواره‌نظام توسط مری زیرین در سال ۱۹۸۸ در دنیای انگلیسی‌زبان عمدتاً ناشناخته باقی ماند. اکنون الکساندروف موضوع برنامه‌های درسی دانشگاهی و نشریات علمی در زمینه ادبیات تطبیقی و تاریخ روسیه است.

کمدی موزیکال چکامه هوسار اثر الدار ریازانوف که ماجراهای الکساندروف در ارتش را به شکلی عاشقانه درآورده است.

## هویت جنسیتی
هویت جنسیتی الکساندروف موضوع بحث بوده است. بسیاری از مورخان و دانشمندان فمینیست او را به عنوان یک زن مبدل‌پوش توصیف کرده‌اند در حالی که برخی از دانشمندان معاصر معتقدند که الکساندروف بهتر است به عنوان یک مرد ترنس در نظر گرفته شود. در «یادداشت‌ها»، او خود را با اصطلاحات خنثی (وجود دو حالت زنانگی و مردانگی توأم) توصیف می‌کند، به طوری که خود را هم به عنوان یک «بوگاتیر» و هم به عنوان یک جنگجوی آمازونی معرفی می‌کند. یکی از داستان‌های نثر او، «نورمکا»، حول محور یک مرد مبدل‌پوش می‌چرخد که باعث حدس و گمان‌هایی دربارهٔ این موضوع می‌شود که او خود را به صورت یک فرد تراجنسیتی بیان نموده است.
الکساندروف در زندگی شخصی خود، زنانگی را رد کرده و همچون یک مرد رفتار می‌کرد. پس از ترک ارتش، او همچنان ترجیح می‌داد نام مردانه «الکساندر آلکساندروف» را به کار ببرد که با اعطای آن توسط تزار الکساندر اول موافقت داشت. سوابق عمومی که او را به عنوان الکساندروف ثبت کرده‌اند شامل حساب‌های بازنشستگی نظامی، وصیت‌نامه‌اش و ثبت مرگ او در دفاتر ثبت‌نام محلی است.